# Edson Williams
Edson Williams (* 30. Oktober 1966 in Anchorage, Alaska, USA) ist ein VFX Supervisor, der 2014 mit Lone Ranger für den Oscar in der Kategorie Beste visuelle Effekte nominiert war.

## Leben
Er wuchs in Green Bay, Wisconsin auf, ging auf die Ashwaubenon High School und studierte an der University of Wisconsin in Madison Maschinenbau. Anschließend folgte ein Bachelor of Arts-Abschluss am Brooks Institute of Photography, bei dem er später auch als Professor für Matte Painting und Computeranimation tätig war. Im Jahr 1994 gründete Williams das Visual-Effects Unternehmen Virtual Dynamics, mit der er an Filmen wie True Lies – Wahre Lügen und Operation: Broken Arrow arbeitete.
1998 ging sein Unternehmen in der 1997 neu gegründeten Visual-Effekts Firma Pixel Envy auf, in dem er mit den Partnern Greg Strause, Colin Strause und Mat Beck zusammenarbeitete. 2003 gründete er mit Greg Strause, Colin Strause und Thomas Nittmann das Unternehmen Lola visual effects, ein Schwesterunternehmen des Visual-Effects Unternehmens Hydraulix. Für das neu gegründete Unternehmen war er in den folgenden Jahren unter anderem an Filmen wie Mission: Impossible III, Iron Man und Star Trek beteiligt.
2014 wurde er zusammen mit Gary Brozenich, Tim Alexander und John Frazier für den Film Lone Ranger für den Oscar in der Kategorie Beste visuelle Effekte nominiert.

## Filmografie (Spezialeffekte)
- 1994: Hudsucker – Der große Sprung (The Hudsucker Proxy)
- 1994: Stargate
- 1994: True Lies – Wahre Lügen (True Lies)
- 1994: Homerun (Cobb)
- 1995: Gegen die Zeit (Nick of Time)
- 1995: Power Rangers – Der Film (Mighty Morphin Power Rangers: The Movie)
- 1995: Strange Days
- 1995: Pecos Bill – Ein unglaubliches Abenteuer im Wilden Westen (Tall Tale)
- 1995: Durchgeknallt und auf der Flucht (Bushwhacked)
- 1996: Der verrückte Professor (The Nutty Professor)
- 1996: Einsame Entscheidung (Executive Decision)
- 1996: James und der Riesenpfirsich (James and the Giant Peach)
- 1996: Operation: Broken Arrow (Broken Arrow)
- 1996: Versprochen ist versprochen (Jingle All the Way)
- 1996: Eine Familie zum Kotzen (The Stupids)
- 1997: Titanic
- 1997: Volcano
- 1998: Akte X – Der Film (The X Files)
- 1998: Paulie – Ein Plappermaul macht seinen Weg (Paulie)
- 1999: Der Diamanten-Cop (Blue Streak)
- 1999: Eiskalte Engel (Cruel Intentions)
- 1999: Galaxy Quest – Planlos durchs Weltall (Galaxy Quest)
- 2001: Rock Star
- 2003: Looney Tunes: Back in Action
- 2003: Terminator 3 – Rebellion der Maschinen (Terminator 3: Rise of the Machines)
- 2004: Hart am Limit (Torque)
- 2004: Plötzlich Prinzessin 2 (The Princess Diaries 2: Royal Engagement)
- 2004: The Day After Tomorrow
- 2004: White Chicks
- 2004: Willkommen in Mooseport (Welcome to Mooseport)
- 2005: A Sound of Thunder
- 2005: Æon Flux
- 2005: Constantine
- 2005: Fantastic Four
- 2005: Flightplan – Ohne jede Spur (Flightplan)
- 2005: Herbie Fully Loaded – Ein toller Käfer startet durch (Herbie: Fully Loaded)
- 2005: Kiss Kiss, Bang Bang
- 2005: Spiel ohne Regeln (The Longest Yard)
- 2005: The Fog – Nebel des Grauens (The Fog)
- 2005: Venom – Biss der Teufelsschlangen (Venom)
- 2005: xXx 2 – The Next Level (xXx: State of the Union)
- 2006: 300
- 2006: Babel
- 2006: Deck the Halls
- 2006: Departed – Unter Feinden (The Departed)
- 2006: Der Teufel trägt Prada (The Devil Wears Prada)
- 2006: Die Super-Ex (My Super Ex-Girlfriend)
- 2006: In den Staub geschrieben (Ask the Dust)
- 2006: Klick (Click)
- 2006: Mission: Impossible III
- 2006: Nachts im Museum (Night at the Museum)
- 2006: Poseidon
- 2006: Superman Returns
- 2006: X-Men: Der letzte Widerstand (X-Men: The Last Stand)
- 2006: Zum Ausziehen verführt (Failure to Launch)
- 2007: Aliens vs. Predator 2 (AVPR: Aliens vs Predator – Requiem)
- 2007: Chuck und Larry – Wie Feuer und Flamme (I Now Pronounce You Chuck & Larry)
- 2007: Fantastic Four: Rise of the Silver Surfer (4: Rise of the Silver Surfer)
- 2007: Freedom Writers
- 2007: Invasion (The Invasion)
- 2007: Mama’s Boy
- 2007: Motel (Vacancy)
- 2007: P.S. Ich liebe Dich (P.S. I Love You)
- 2007: Shooter
- 2007: The Starter Wife – Alles auf Anfang (Fernsehserie) (5 Folgen)
- 2007: This Christmas
- 2007: Zodiac – Die Spur des Killers (Zodiac)
- 2008: Australia
- 2008: Der Love Guru (The Love Guru)
- 2008: Der seltsame Fall des Benjamin Button (The Curious Case of Benjamin Button)
- 2008: Der unglaubliche Hulk (The Incredible Hulk)
- 2008: Die Bienenhüterin (The Secret Life of Bees)
- 2008: Die Insel der Abenteuer (Nim’s Island)
- 2008: Iron Man
- 2008: Jumper
- 2008: Leg dich nicht mit Zohan an (You Don’t Mess with the Zohan)
- 2008: Management
- 2008: Marley & Ich (Marley & Me)
- 2008: Prom Night
- 2008: Quarantäne (Quarantine)
- 2008: Speed Racer
- 2008: Twilight – Bis(s) zum Morgengrauen (Twilight)
- 2008: Verliebt in die Braut (Made of Honor)
- 2008: Graduation Day
- 2009: Avatar – Aufbruch nach Pandora (Avatar)
- 2009: Crossing Over
- 2009: Dance Flick – Der allerletzte Tanzfilm (Dance Flick)
- 2009: Fall 39 (Case 39)
- 2009: Obsessed
- 2009: Orphan – Das Waisenkind (Orphan)
- 2009: Star Trek
- 2009: Stepfather (The Stepfather)
- 2009: Up in the Air
- 2009: X-Men Origins: Wolverine
- 2010: Eclipse – Biss zum Abendrot (The Twilight Saga: Eclipse)
- 2010: Iron Man 2
- 2010: Percy Jackson: Diebe im Olymp (Percy Jackson & the Olympians: The Lightning Thief)
- 2010: Robin Hood
- 2010: The Book of Eli
- 2010: The Social Network
- 2011: Breaking Dawn – Biss zum Ende der Nacht, Teil 1 (The Twilight Saga: Breaking Dawn – Part 1)
- 2011: Captain America: The First Avenger
- 2011: Harry Potter und die Heiligtümer des Todes – Teil 2 (Harry Potter and the Deathly Hallows: Part 2)
- 2011: Hugo Cabret (Hugo)
- 2011: J. Edgar
- 2011: Your Highness
- 2012: Breaking Dawn – Biss zum Ende der Nacht, Teil 2 (The Twilight Saga: Breaking Dawn – Part 2)
- 2012: Cloud Atlas
- 2012: James Bond 007: Skyfall (Skyfall)
- 2012: Les Misérables
- 2012: Life of Pi: Schiffbruch mit Tiger (Life of Pi)
- 2012: Prometheus – Dunkle Zeichen (Prometheus)
- 2012: Snow White and the Huntsman
- 2013: American Hustle
- 2013: Anchorman – Die Legende kehrt zurück (Anchorman 2: The Legend Continues)
- 2013: Das erstaunliche Leben des Walter Mitty (The Secret Life of Walter Mitty)
- 2013: Fast & Furious 6 (Furious 6)
- 2013: G.I. Joe – Die Abrechnung (G.I. Joe: Retaliation)
- 2013: Lone Ranger (The Lone Ranger)
- 2013: Movie 43
- 2013: The Wolf of Wall Street
- 2014: American Sniper
- 2014: Die Bestimmung – Divergent (Divergent)
- 2014: Die Tribute von Panem – Mockingjay Teil 1 (The Hunger Games: Mockingjay – Part 1)
- 2014: Gone Girl – Das perfekte Opfer (Gone Girl)
- 2014: Guardians of the Galaxy
- 2014: Madame Mallory und der Duft von Curry (The Hundred-Foot Journey)
- 2014: Nachts im Museum: Das geheimnisvolle Grabmal (Night at the Museum: Secret of the Tomb)
- 2014: Teenage Mutant Ninja Turtles
- 2014: The Return of the First Avenger (Captain America: The Winter Soldier)
- 2014: Unbroken